# Laila Ripoll
Laila Ripoll (Madrid, 4 agosto 1964) è un'attrice, regista, drammaturga e professoressa spagnola.

## Biografia
La famiglia di Laila Ripoll si dedica al teatro da diverse generazioni. I genitori sono l'attrice Concha Cuetos e il produttore Manuel Ripoll. Suo fratello è l’attore Juan Ripoll. Ha trascorso l'infanzia nelle sale prove dello Studio 1, dove ha potuto vedere montaggi di Čechov, Wilde e Marquina. Inoltre, grazie alla biblioteca di famiglia, ha potuto presto leggere grandi classici, tra cui Shakespeare e Lope de Vega, autori che sarebbero poi diventati dei punti di riferimento delle sue creazioni.
Laila Ripoll si dedica al teatro da quasi tre decenni. Ha studiato teatro e recitazione presso prestigiose accademie come l'Istituto Nazionale di Arti e Musica (INAEM) e presso la Royal Higher School of Dramatic Art (RESAD), laureandosi in interpretazione.
Nel 2015 ha ricevuto il Premio Nazionale di Letteratura Drammatica (insieme a Mariano Llorente) per la sua opera El Triángulo Azul, basata su una storia vera. L'opera racconta dell'esperienza dei repubblicani spagnoli deportati al campo di concentramento di Mathausen (Austria). Ha diretto più di trenta spettacoli e ha scritto una ventina di testi teatrali tradotti in francese, portoghese, inglese, basco, italiano e rumeno. In aggiunta, ha seguito un altro corso della Compagnia di Teatro Classico, con insegnanti come Juan Pedro Aguilar, María Jesús Valdés e Josefina García Aráez ed inoltre, ha ampliato i suoi studi seguendo un corso di Pedagogia del Teatro tenuto da Teresa Valentín e Juan Pastor. Dagli incontri in una soffitta di Lavapiés emergono pezzi che vogliono "dare una svolta" ai testi di Cervantes, Lope o Calderón. Spiccano fra questi Los melindres de Belisa (1992), Mudarra (1994) e La dama boba (1997). L'interesse di Ripoll per la memoria storica ha inoltre dato origine a testi sulla guerra civile spagnola e sul dopoguerra, come Los niños perdidos (2005), Santa Perpetua (2010) o El triángulo azul (2015), e sulla storia del XX secolo in Europa (Donde el bosque se espesa, 2018). The Lost Children (2005) nasce dall'immagine di un bambino che urina attraverso una finestra; Atra bilis (2001), dalla visione di una bara attorno alla quale appaiono alcune signore vestite di nero. Immagini attraversate da riferimenti pittorici come Goya, Zurbarán e Velázquez.
Altri premi che ha ricevuto sono: Premio Teatro Città di Palencia per la migliore regia (2013), Premio Artemad (2007), Premio Teatro Ojo Crítico della Radio Nazionale Spagnola (2002).

## Vita privata
È sposata con l'autore e attore Mariano Llorente, con il quale ha un figlio. Attualmente, Laila Ripoll è direttrice artistica del Fernán Gómez-Centro Cultural de la Villa, teatro in cui ha presentato in anteprima il suo ultimo lavoro del Secolo d'oro, Mattine di aprile e maggio.

## Micomicón
Fonda nel 1991, insieme a Mariano Llorente, Juanjo Artero e Isabel Gaudí, Micomicón, una compagnia di produzione e teatro, con la quale ha portato in scena più di trenta spettacoli di autori classici e contemporanei in Spagna e Iberoamerica. La compagnia fin dall’inizio ha optato per due versanti, uno più classico ed uno di autori contemporanei, ed è con Micomicón che Laila Ripoll ha presentato numerose proposte a partire da testi del Siglo de Oro. Con la compagnia ha viaggiato per tutta l'America Latina. Ha firmato anche versioni e adattamenti di testi del Secolo d’Oro per altre compagnie, come "La cortesia della Spagna y Fuenteovejuna" di Lope de Vega, I capelli di Absalón di Calderón de la Barca, La vendetta di Tamar di Tirso de Molina, Il matrimonio ingannevole e Il colloquio dei cani di Cervantes. è sempre con Micomicón, ha presentato un testo scritto da lei stessa insieme a Mariano Llorente, “Basta che mi ascoltino le stelle” che parla della vita di Lope de Vega. Si è incaricata inoltre dell’atto di inaugurazione della Casa Museo Lope de Vega nel 2009, con uno spettacolo musicale composto da una selezione di testi di Lope.

## Spettacoli di Micomicón
- 1992 LOS MELINDRES DE BELISA di Lope de Vega. Versione e regia di Susana Cantero.
- 1993 EL ACERO DE MADRID di Lope de Vega. Versione e regia di Laila Ripoll.
- 1994 MUDARRA, basato in “El bastardo Mudarra” di Lope de Vega e “Tragedia de los Infantes di Lara” de Juan de la Cueva. Versione e regia di Laila Ripoll.
- 1995 EL RETABLO DE ELDORADO di Sanchis Sinisterra. Regia di Mariano Llorente.
- 1996 ANDE YO CALIENTE di vari autori del Siglo de Oro. Versione e regia di Mariano Llorente e Laila Ripoll.
- 1997 LA DAMA BOBA di Lope de Vega. Versione e regia di Laila Ripoll.
- 1998 MACBETH di William Shakespeare. Versione di Julio Salvatierra e regia di Laila Ripoll e Miguel Seabra.
- UN MILLÓN DE MUERTECITAS, spettacolo musicale basato in “Poeta en Nueva York” di Federico García Lorca. Adattazione e regia di Mariano Llorente.
- EL RETABLO DE MAESE PEDRO, di Manuel de Falla, basato in un passaggio di “El Quijote” di Cervantes. Versione di Mariano Llorente e regia di Laila Ripoll.
- LA CIUDAD SITIADA. Testo e regia di Laila Ripoll.
- 1999 LOS CABELLOS DE ABSALÓN di Calderón de la Barca. Versione di Laila Ripoll e regia di Mariano Llorente.
- 2000 ASESINATO EN LA CALLE ILLIONIS di Lucía de la Maza.
- 2001 ATRA BILIS. Testo e regia di Laila Ripoll.
- 2002 JOCOSERIAS, su vari autori del Siglo de Oro. Versione di Mariano Llorente e regia di Laila Ripoll.
- 2003 CASTRUCHO, basato in “El Rufián Castrucho” di Lope de Vega. Versione e regia di Laila Ripoll.
- 2004 TODAS LAS PALABRAS. Testo e regia di Mariano Llorente.
- 2005 LOS NIÑOS PERDIDOS. Testo e regia di Laila Ripoll.
- 2006 CANCIONERO REPUBLICANO. Spettacolo musicale con testo e regia di Mariano Llorente e Laila Ripoll.
- 2007 ÁRBOL DE LA ESPERANZA. Testo e regia di Laila Ripoll.
- DON JUAN TENORIO di José Zorrilla. Versione e regia di Laila Ripoll.
- 2008 BASTA QUE ME ESCUCHEN LAS ESTRELLAS. Testo di Laila Ripoll e Mariano Llorente, regia di Laila Ripoll.
- 2009 ARTE NUEVO DE HACER COMEDIAS. Drammaturgia di Mariano Llorente e Laila Ripoll a partire dal testo di Lope de Vega.
- 2010 SANTA PERPETUA. Testo e regia di Laila Ripoll.
- 2012 LA DAMA BOBA di Lope de Vega. Versione e regia di Laila Ripoll.
- 2012 ATRA BILIS. Testo e regia di Laila Ripoll.
- 2014 EL TRIÁNGULO AZUL. Testo e regia di Laila Ripoll e Mariano Llorente.
- 2015 CERVANTES EJEMPLAR. Testo di Laila Ripoll e Mariano Llorente. Regia di Laila Ripoll.
- 2017 LA JUDÍA DE TOLEDO. Adattazione e regia di Laila Ripoll.
- 2018 DONDE EL BOSQUE SE ESPESA. Testo di Laila Ripoll e Mariano Llorente. Regia di Laila Ripoll.
- 2018 UNA HUMILDE PROPUESTA. Testo di Laila Ripoll, a partire dell'opera di Jonathan Swift. Regia di Laila Ripoll.
- 2019 LA MEMORIA DE UNA HEBILLA.  Testo e regia di Laila Ripoll e Mariano Llorente.
- 2019 VIDAS ENTERRADAS. Testo di Mafalda Bellido, Juan Mayorga, Juan José Millás, Alfonso Plou e Laila Ripoll. Regia di Mariano Llorente, Santiago Sánchez, Carlos Martín e Jesús Peña.

## Premi
La città assediata (1999):
- “José Luis Alonso” Miglior regia. (ADE).
- “Caja España” per testi drammatici.
-	Primo premio in “Certamen de directoras de escena de Torrejón”.
-	“Arcipreste de Hita”. Migliore attrice.
-	“José Luis Alonso”. Miglior regia. (ADE).
Atra Bilis (2001):
-	“Garnacha”. Miglior attrice.
-	Merito di onore al Miglior testo e spettacolo del “Festival Internacional de Teatro Hispano de Miami”.
-	Finalista “Premio Max al Mejor Texto en Castellano”.
-	Menzione speciale per la giuria, “María Teresa de León” per testi drammatici. (ADE).
-	Primo premio “Certamen de directoras de escena de Torrejón”.
-	Finalista “Premio nacional de Literatura Dramática”.
Los niños perdidos (2005):
-	Finalista Premio Max Spettacolo Rivelazione.
-	Premio del Pubblico del Festival di Rivadavia.
-	Miglior spettacolo in Gira de la Feria de Huesca.
Il triangolo blu (2015):
-	Premio Max a Miglior Autrice Originale.
-	Premio Nazionale di Letteratura Drammatica, insieme a Mariano Llorente.

## Spettacoli
• 2000 - Unos cuantos piquetitos, testo di Laila Ripoll.
• 2005 - Once voces contra la barbarie. Omaggio alle vittime dell’11-M. Partecipazione come autrice con il testo Pronovias.
• 2006 - Barcelona, mapa de sombras, di Luisa Cunillé. (Direzione di Laila Ripoll).
• 2007 - Del rey abajo, ninguno. (Direzione di Laila Ripoll).
• 2008 - So Happy Together. Progetto di scrittura collettiva insieme a Yolanda Pallín, José Ramón Fernández e Jesús Laíz.
• 2009 - Restos, nella quale partecipa come coautrice. (Direzione di Emilio del Valle).
• 2012 - Antígona. Versione per un laboratorio in la Cuarta pared.
• 2014 - La cortesía de España, di Lope de Vega. (Versione di Laila Ripoll). Per la Joven Compañía Nacional de Teatro Clásico.
• 2016 - Cáscaras Vacías, testó e direzione Magda Labarga E Laila Ripoll.
• 2017 - La judía de Toledo. (Versione e direzione di Laila Ripoll).